# Costin Georgescu
Costin Georgescu (n. 22 februarie 1942, Craiova, România – d. 23 iunie 2023) a fost un om politic român, deputat al Partidului Național Liberal (PNL) în legislatura 1996-2000, care a îndeplinit funcția de director al Serviciului Român de Informații (SRI) între anii 1997–2000.

## Biografie
Costin Georgescu s-a născut la data de 22 februarie 1942, în municipiul Craiova. A absolvit Facultatea de Construcții Hidrotehnice din cadrul Institutului de Construcții București (1967).
După absolvirea facultății, a lucrat ca inginer, șef de șantier, șef grup de șantiere, director tehnic proiectare și director de trust de construcții. A îndeplinit apoi funcția de director de dezvoltare la Societatea “R” SA, societate din care făcea parte “România Liberă” (1992-1996).
A fost membru al Partidului Național Liberal (PNL), șef de departament al PNL și coordonator al Departamentelor funcționale ale Convenției Democrate Române (1993-1996). În urma alegerilor din octombrie 1996, a fost ales ca deputat de Alba pe listele Convenției Democrate Române (CDR). În calitate de deputat, a îndeplinit funcția de vicepreședinte al Comisiei de apărare, ordine publică și siguranță națională din Camera Deputaților. El a demisionat din Parlamentul României la data de 2 iunie 1997, fiind înlocuit de Dan Coriolan Simedru.
La data de 26 mai 1997, a fost numit în funcția de director al Serviciului Român de Informații (SRI) prin Hotărâre a Parlamentului României, adoptată în ședința comună a celor două camere . În această calitate, el a fost unul dintre adversarii declarați ai Legii Ticu, opunându-se deconspirării ofițerilor SRI, care au lucrat pentru Securitate .
El a demisionat din această funcție în decembrie 2000, după pierderea alegerilor de către CDR 2000.
La data de 12 ianuarie 2001, Costin Georgescu a fost acreditat în calitatea de ambasador extraordinar și plenipotențiar al României în Republica Cipru , fiind rechemat în țară la data de 24 august 2004 .
Costin Georgescu a fost căsătorit și avea două fete.

## Distincții
Costin Georgescu a primit următoarele distincții:
- Ordinul Național "Steaua României" în grad de Mare Ofițer (30 noiembrie 2000) - pentru merite deosebite în apărarea intereselor fundamentale ale statului român [5]